# Janja Gora
 Janja Gora  falu Horvátországban, Károlyváros megyében. Közigazgatásilag Plaškihoz tartozik.

## Fekvése
Károlyvárostól 47 km-re délnyugatra, Ogulintól 26 km-re délkeletre, községközpontjától 4 km-re északkeletre a Plaški-mezőn fekszik.

## Története
A 17. században betelepülő szerbek által alapított falu. 1857-ben 774, 1910-ben 1100 lakosa volt. Trianonig Modrus-Fiume vármegye Ogulini járásához tartozott. A délszláv háború idején 1991 és 1995 között a Krajinai Szerb Köztársasághoz tartozott. A Vihar hadművelet során szerb lakosságának nagy része elmenekült, de szerb többségét máig megőrizte. 2011-ben a falunak 107 lakosa volt.

## Lakosság
| Lakosság változása | Lakosság változása | Lakosság változása | Lakosság változása | Lakosság változása | Lakosság változása | Lakosság változása | Lakosság változása | Lakosság változása | Lakosság változása | Lakosság változása | Lakosság változása | Lakosság változása | Lakosság változása | Lakosság változása | Lakosság változása |
| ------------------ | ------------------ | ------------------ | ------------------ | ------------------ | ------------------ | ------------------ | ------------------ | ------------------ | ------------------ | ------------------ | ------------------ | ------------------ | ------------------ | ------------------ | ------------------ |
| 1857               | 1869               | 1880               | 1890               | 1900               | 1910               | 1921               | 1931               | 1948               | 1953               | 1961               | 1971               | 1981               | 1991               | 2001               | 2011               |
| 774                | 913                | 895                | 935                | 1029               | 1100               | 1039               | 1113               | 966                | 985                | 887                | 768                | 591                | 469                | 118                | 107                |